# Menace de mort (film)
Pour plus de détails, voir Fiche technique et Distribution.
Menace de mort est un film français  de Raymond Leboursier, réalisé en 1949 et sorti en 1950.

## Synopsis
André Garnier, un jeune pianiste, qui a été envoyé en déportation à la suite d'une dénonciation, veut absolument retrouver son délateur. Il s'éprend d'Hélène, la maîtresse d'un riche industriel, Bernier, en qui il découvre bientôt celui qui l'a autrefois vendu à la Gestapo. Bernier est bientôt retrouvé assassiné. André détourne les soupçons sur Jacques, le secrétaire de la victime. La liaison d'Hélène et d'André finit par découverte par la police qui semble y voir le mobile du crime. André se livre à la justice.

## Fiche technique
- Titre : Menace de mort
- Autre titre : Aventure à Pigalle
- Réalisation : Raymond Leboursier
- Scénario et dialogue : Raymond Leboursier
- Décors : Roland Quignon
- Photographie : Georges Million
- Montage : Madeleine Bonin
- Son : Maurice Vareille
- Musique :  André Varel et Bailly
- Société de production : Société Parisienne de l'Industrie Cinématographique (SPIC)
- Pays :  France
- Format : Noir et blanc - 1,37:1 - 35 mm - Son mono
- Année : 1949
- Genre :  Drame
- Durée : 92 min
- Date de sortie : 
  - France - 22 février 1950

## Distribution
- Colette Darfeuil : Hélène
- Pierre Larquey : Morel
- Pierre Renoir : Bernier
- Jean Martinelli : André Garnier
- Marcel Dalio : Denis
- Colette Mars : Colette
- Jacques Famery : Jacques
- Gérard Séty : Jean
- Pauline Carton : Mme Auguste
- Jeanne Fusier-Gir : Mme Jeanne
- Paul Demange : Le valet de chambre
- Maxudian : Sanger
- Jacques Dynam : Pierre
- Jacques Henley : Le gérant
- Robert Le Fort : Le maître d'hôtel
- Jean Sylvain : Le garçon
- Titys : Le monsieur